# Teoria líquida de Fermi
La teoria líquida de Fermi (també coneguda com a teoria Fermi-líquid de Landau) és un model teòric de fermions interactius que descriu l'estat normal de la majoria dels metalls a temperatures prou baixes. Les interaccions entre les partícules del sistema de molts cossos no han de ser petites. La teoria fenomenològica dels líquids de Fermi va ser introduïda pel físic soviètic Lev Davidovich Landau el 1956, i més tard desenvolupada per Alexei Abrikosov i Isaak Khalatnikov utilitzant la teoria de la pertorbació esquemàtica. La teoria explica per què algunes de les propietats d'un sistema de fermions en interacció són molt semblants a les del gas ideal de Fermi (és a dir, fermions que no interactuen), i per què altres propietats difereixen.
Exemples importants d'on s'ha aplicat amb èxit la teoria líquida de Fermi són, sobretot, els electrons a la majoria de metalls i l'heli líquid-3. L'heli líquid-3 és un líquid de Fermi a baixes temperatures (però no prou baix per estar en la seva fase superfluida). L'heli-3 és un isòtop de l'heli, amb 2 protons, 1 neutró i 2 electrons per àtom. Com que hi ha un nombre imparell de fermions dins del nucli, el propi àtom també és un fermió. Els electrons d'un metall normal (no superconductor) també formen un líquid de Fermi, igual que els nucleons (protons i neutrons) d'un nucli atòmic. El rutenat d'estronci mostra algunes propietats clau dels líquids de Fermi, tot i ser un material fortament relacionat, i es compara amb superconductors d'alta temperatura com els cuprats. Exemples més espectaculars són els aliatges metàl·lics de terres rares amb orbitals f parcialment plens que a temperatura molt baixa es descriuen com a líquids de Fermi. Els electrons d'aquests líquids de Fermi tenen masses fortament millorades per les seves interaccions amb altres electrons i, per tant, aquests sistemes es coneixen com a líquids de Fermi pesats.

## Descripció
Les idees clau darrere de la teoria de Landau són la noció d'adiabaticitat i el principi d'exclusió de Pauli. Considereu un sistema de fermions que no interacciona (un gas de Fermi) i suposem que "activem" la interacció lentament. Landau va argumentar que en aquesta situació, l'estat fonamental del gas Fermi es transformaria adiabàticament en l'estat fonamental del sistema d'interacció.
Segons el principi d'exclusió de Pauli, l'estat fonamental {\displaystyle \Psi _{0}} d'un gas de Fermi està format per fermions que ocupen tots els estats de moment corresponents al moment {\displaystyle p<p_{\rm {F}}} amb tots els estats de major impuls desocupats. A mesura que s'activa la interacció, l'espín, la càrrega i el moment dels fermions corresponents als estats ocupats romanen sense canvis, mentre que les seves propietats dinàmiques, com ara la seva massa, moment magnètic, etc., es renormalitzen a nous valors. Així, hi ha una correspondència un a un entre les excitacions elementals d'un sistema de gas Fermi i un sistema líquid de Fermi. En el context dels líquids de Fermi, aquestes excitacions s'anomenen "quasi-partícules".